# Dan Brown
Dan Brown (Exeter, New Hampshire, 1964. június 22. –) amerikai regényíró, művészettörténész.

## Élete
Exeterben, New Hampshire államban nőtt fel. Apja, Richard, matematikatanár, 1997 óta nyugdíjas. Anyja, Connie, írónő. Testvérei Valerie és Gregory. Brown a Phillips Exeter Academy-n érettségizett 1982-ben, New Hampshire-ben.
Ezt követően Los Angelesbe ment, ahol zenészként és zeneszerzőként dolgozott. 1993-ban visszatért a régi iskolájába, és ott tanár lett. Felesége, Blythe, festészettel és történelemmel foglalkozik. Tagja a Mensa nevű társaságnak, amely a magas intelligenciájú embereket tömöríti.

## Műveinek kritikája
Dan Brown műveinek vallás- és kultúrtörténeti hátterét tudományos szempontból irreálisnak, következtetéseit több esetben történelemhamisításnak tekintik. Néhány példa: a Harvardon nincs szimbilológia szak; a 7. században a Vatikán orgyilkosairól beszélni értelmetlenség, mivel a pápai udvar csak a 15. században telepedett le a Vatikánban; az olimpiai játékokat Zeusz, nem pedig Aphrodité tiszteletére tartották; a Sion-rend egy antiszemita és szabadkőműves-ellenes szervezet volt és nem egy kvázi feminista csoport. A szerző felelőssége, hogy elmossa a fikció és a realitás közötti vonalat, továbbá hozzájárul a napjainkban divatos összeesküvés-elméletekhez.

## Munkássága

### CD
- SynthAnimals
- Perspective (1990, Dalliance kiadó)
- Dan Brown (1993, DBG Records kiadó)
- Angels & Demons (1995, DBG Records kiadó)
- Musica Animalia (2003)

### Humoros írások
- 187 Men to Avoid (1995)
- The Bald Book (1998)

### Regények
- Digitális erőd (1998)
- Angyalok és démonok (2000)
- Angyalok és démonok – Illusztrált díszkiadás (2005)
- A megtévesztés foka (2001)
- A Da Vinci-kód (2003)
- A Da Vinci-kód – Illusztrált díszkiadás (2004)
- Az elveszett jelkép (2009)[2]
- Inferno (2013)
- Eredet (2017)

### Filmek
- A Da Vinci-kód (2006, Brown vezető producerként)
- Angyalok és démonok (2009)
- Inferno (2016, Brown vezető producerként)

## Magyarul
- Angyalok és démonok. Regény; ford. Bori Erzsébet; Gabo, Bp., 2003
- A Da Vinci-kód. Regény; ford. Bori Erzsébet; Gabo, Bp., 2004
- A megtévesztés foka. Regény; ford. Mihály Árpád; Gabo, Bp., 2005
- Digitális erőd. Regény; ford. Bori Erzsébet; Gabo, Bp., 2005
- A Da Vinci-kód; ford. Révbíró Tamás; Reader's Digest, Bp., 2005 (Reader's Digest válogatott könyvek)
- Akiva Goldsmanː A Da Vinci-kód. Illusztrált forgatókönyv. A film kulisszatitkai; előszó Dan Brown, Ron Howard, Brian Grazer, utószó John Calley; Gabo–Broadway Books, Bp.–New York, 2006
- Az elveszett jelkép; ford. Bori Erzsébet; Gabo, Bp., 2009
- Inferno; ford. Bori Erzsébet, Dante-idézetek ford. Babits Mihály, Nádasdy Ádám; Gabo, Bp., 2013
- A Da Vinci-kód; Bori Erzsébet ford. felhasználásával Turcsányi Jakab; Gabo, Bp., 2016
- Eredet; ford. Turcsányi Jakab; Gabo, Bp., 2018
- Vad szimfónia; ford. Papolczy Péter; Gabo, Bp., 2020